# 二月逆流
二月逆流是指在1967年2月11日和16日在怀仁堂召开的两次中共中央政治局碰头会议上，谭震林、陈毅、叶剑英、李富春、李先念、徐向前、聂荣臻等人（陈、叶、徐、聂拥有元帅军衔，谭和二李时任国务院副总理，因此又被称为“三老四帅”或“四帅三副”）与受毛泽东支持的中央文革派人士康生、陈伯达、江青、张春桥、谢富治等人的斗争，后被中共称为“文革初期一次党内公开的抗争”。
斗争的实质是中共的老干部集体希望抵制文革对他们权力、利益甚至是人身安全的侵害，结果是中央政治局常委碰头会被迫停止活动，中央文革小组实际上取代了中央政治局的职能:433。
周恩来虽然主持了这两次会议，但政治经验老道的他并没有在第一时间站在任何一边。并且在毛泽东表态支持中央文革派后，周立即紧跟毛，放弃了实质上和自己主张更为接近的老干部派，甚至对中央文革说出“今后我为你们办事”这种谦卑服软的话。另外，这次“大闹怀仁堂”的老干部派并非毛泽东在“9.13事件”后宣称的是针对林彪的。谭震林甚至在会后给林彪写信反映情况，希望得到林的支持。

## 背景
1966年10月5日，中共中央军委、中国人民解放军总政治部发出《关于军队院校无产阶级文化大革命的紧急指示》，军队院校的“造反派”也像地方院校一样蜂拥而起，“踢开党委闹革命”，各军队院校以及领导它们的总部、军兵种、大军区机关，普遍受到不同程度的冲击:246。一些军队领导也和地方党政领导一样，遭到揪斗、游街、罚跪、囚禁等各种类型的暴力批斗。叶剑英、聂荣臻等军队领导力主保持军队的稳定，在军队是否开展“四大”（即大鸣、大放、大辩论、大字报）的问题上和中央文革小组互不相让，斗争激烈。不在军队内工作的元老也想通过李富春、蔡畅夫妇将他们对文化大革命的看法传递到毛泽东处:386。

## 事件过程

### 大闹京西宾馆
自1967年1月4日，全军文革小组组长、解放军总政治部副部长刘志坚被“揪出”后，总政机关在很短的时间内相继成立了几十个造反组织，揭发了刘志坚大量的问题，其中不少涉及到总政治部主任萧华:284。1月11日，全军文革小组改组，徐向前任组长:264。
1月19日下午，中央军委在京西宾馆召开扩大的碰头会，商讨在军队里搞“四大”的问题。陈伯达、江青、叶群在会上激烈批评萧华，指责萧华是刘志坚的“黑后台”，准备让萧华在当晚十万人大会上向军队院校师生作检讨。会后，北京军区司令员杨勇违背徐向前关于会议内容需要保密的指示，向下做了传达:825。当晚，北京军区战友文工团的“造反派”和总政文工团的一些人抄了萧华的家，萧华逃到西山叶剑英家中躲避:438-439，叶剑英向毛泽东打电话请求指示，毛表示“抓萧华、吵架和抢档案都是不对的”。
1月20日上午，军委碰头会继续在京西宾馆举行，萧华讲述被抄家经过，参加会议的高级将领得知了毛泽东对萧华的保护态度，纷纷开始批评中央文革。江青依然不示弱，追问萧华昨晚躲到哪里去了，徐向前生气地对萧华说：“你是胆小鬼！你怕什么？他们能把你吃掉吗？”。叶剑英拍案而起，说：“如果有窝藏之罪，我来承担！”，并说：“谁想要搞乱军队，绝不会有好的结果的。”由于力量过大，叶剑英的右侧掌骨骨折:388。中央文革小组指责杨勇泄密，要负责。当晚叶、聂、徐等军队领导指示北京军区副司令员郑维山回去布置“火烧”杨勇:291。
1月21日凌晨，红卫兵抓走杨勇进行批斗。中央军委继续召开扩大的碰头会，会上军队干部继续批评中央文革小组（当日仅关锋前来参会），广州军区司令员黄永胜说：“希望中央文革多听毛主席的话，特别是江青同志要多听毛主席的话。”
1月22日。毛泽东在人民大会堂接见了这些高级将领，既批评了军队对于“造反派”的压制:443-444:388，同时也表示“造反派”不能随意冲击军事机关。作为新任全军文革小组组长的徐向前于1月24日晚，前往林彪住处毛家湾，要求制定军队开展文革的规则，以保持稳定:323。林彪表态支持：“让他们也来打倒我好了”，表示军队不能乱，并请聂荣臻、叶剑英赶到毛家湾，共同商议出七条意见:828。之后徐、聂、叶三位元帅赶赴钓鱼台国宾馆，与中央文革小组、周恩来、陈毅等讨论，确定七条意见:828。送毛泽东审阅，毛指示增加了一条“关于管教干部子女问题”的规定:445，1月28日，林彪与徐向前到中南海毛泽东审批该八条命令:829-830，这便是著名的《军委八条》。
毛在军队开展文革问题上暂时的退让态度使得老干部们产生错觉，从而开始酝酿对中央文革更进一步的反击。而随着上海“一月风暴”的爆发，陈丕显等华东地区老干部被受到中央文革支持的造反派打倒。这一事件最终促发了军队老帅和政府系统内老干部联手反击中央文革的“大闹怀仁堂”。

### 大闹怀仁堂
1967年2月初，为及时处理“文化大革命”中的一些重大问题，中共中央决定由周恩来总理主持，每两三天召开一次中央政治局常委碰头会，吸收各有关方面的负责人参加。会上老干部与“文革派”成员之间的矛盾越来越尖锐。2月8日，周恩来在怀仁堂召开中央政治局碰头会:324。会上，徐向前同陈伯达就刘志坚问题发生严重争执:325。
2月10日，在中央政治局常委扩大会议上，毛泽东批评陈伯达：“你这个陈伯达，你是一个常委打倒另一个常委（指陶铸），过去你专门在我和少奇之间进行投机，我和你相处这么多年，不牵涉到你个人，你从来不来找我。”也批评了江青“你这个江青，眼高手低，志大才疏。你眼里只有一个人，打倒陶铸，别人都没有事，就是你们两个人干的”，提出让中央文革小组内部开会批评陈伯达、江青:447-448。尽管毛泽东指示对于陈伯达、江青的问题在别的地方一概不准谈，但是叶剑英和李富春还是向几个元帅和副总理透露了常委扩大会议的内容:448。
2月11日，在下午举行的怀仁堂碰头会上，叶剑英和徐向前等与陈伯达、康生就军队稳定问题发生争执:832。叶剑英在会上指责陈伯达、康生：“你们把党搞乱了，把政府搞乱了，把工厂、农村搞乱了，你们还嫌不够，还一定要把军队搞乱！这样搞，你们想要干什么？上海夺权，改名为上海公社，这样大的问题，涉及到国家体制，不经政治局讨论，就擅自改变名称，又是想干什么？”陈伯达辩解：“不要忘记，马克思高度赞扬了巴黎公社原则，这些在马克思著作里都有论述。”叶剑英：“我们不看书，不看报，也不懂什么是巴黎公社原则。革命，能没有党的领导吗？能不要军队吗？”。徐向前拍着桌子激愤地说：“军队是无产阶级政权的支柱，这样把军队乱下去，要不要支柱了？要蒯大富这类人指挥军队吗？”康生反驳徐向前说：“军队不是你徐向前的，你有什么了不起！”聂荣臻在会上说：“你们把干部子弟和许多青少年说成是“联动”成员，反动保守分子，进行打击迫害，纵容一些不明真相的青年人批斗他们，有的还关押起来，这种不教而诛的做法是极其错误的！你们不能为了要批倒老子。就揪斗孩子，株连家属。残酷迫害老干部，落井下石，这就是不安好心！”:450周恩来一直没有表态，最后才以会议主持人的身份宣布散会，说：“今天的议程没有你们争论的问题。你们愿意争论，可以以后再说”。
2月14日，按照毛泽东的要求，中央文革小组开会批评陈伯达、江青。江青未到会，陈伯达非常紧张、甚至想要自杀:450。
2月16日下午，怀仁堂碰头会继续进行，会议原定讨论“抓革命、促生产”问题，但一开始就因在“一月风暴”中被打倒的陈丕显陷入了争论:450。谭震林问张春桥：“陈丕显怎么还没有来北京？”张春桥回答说：“我们回去同群众商量吧，看群众答应不答应。”谭震林：“党可以做工作嘛。”张春桥：“现在党不管用了。”谭震林气愤地说：“什么群众？老是群众群众，还有党的领导吗？不要党的领导，一天到晚老是群众自己解放自己，这是形而上学。你们的目的就是要整掉老干部，把老干部一个一个打光。四十年的革命，落得家破人亡、妻离子散。高干子弟统统挨整，见高干子弟就抓，这不是反动血统论是什么？就是用反动血统论来反对反动血统论。蒯大富这些人是什么东西，就是反革命嘛，搞了个‘百丑图’，这些家伙就是要把老干部统统打倒。这是党的历史上斗争最残酷的一次，超过任何一次”:389“就一个出海捕鱼的问题，你们就斗了我四次。江青硬是要把我整成反革命，这是她当面跟我说的。”谢富治说：“谭老板你也要实事求是呀，我在会上几次听江青说谭老板是拥护毛主席路线的，谭老板要保！从来没听她说你是反革命。”谭震林边收拾文件边生气的说：“我不要她保！我是为党工作，不是为她一个人工作。早知道有今天，我就不参加革命，不参加共产党，我不该活到六十五岁。不该跟毛主席四十一年。我不干了！砍脑袋、坐监牢、开除党籍，也要斗争到底！”周恩来拍了桌子，叫谭震林回来。陈毅接着说：“不要走，跟他们斗争。这些家伙上台，就是他们搞‘修正主义’，在延安，刘少奇、邓小平、彭真、还有薄一波、刘澜涛、安子文这些人，还不是拥护毛泽东思想最起劲！他们没有反毛主席，他们根本没有见过毛主席！反毛主席，挨整的是我们这些人。总理不是挨整吗？历史不是证明了到底是谁反对毛主席吗？有些人表面上拥护主席，实际上反对主席。斯大林死后不久，赫鲁晓夫就篡了权，他上台，还不是大反斯大林吗？以后还要看，还会证明的。:450”在听到陈毅讲到延安挨整时，周恩来说：“应该检讨，整的对嘛！我有错误，对当时的批评，从来没有意见。”余秋里说：“这样对老干部怎么行！计委的所谓造反派不给我道歉，我就不会检讨。”李先念说：“现在是全国范围内的大逼供信。“联动”怎么是反动组织呢？十七八岁的娃娃是反革命吗？”谭震林插话：“我从来没有哭过，现在哭过三次，哭都没有地方哭，又有秘书，又有孩子。”李先念：“我也哭过几次。”谭震林：“我从井冈山到现在，他们检查一下，哪里有一点反对毛主席？”谢富治：“不要从个人出发，从全局出发。”谭震林反驳：“我不是为我自己，是为整个的老干部，是为整个党！”李先念：“从《红旗》十三期社论开始，那样大规模在群众中进行两条路线斗争，老干部统统打掉了。”周恩来当即责问康生：“这篇社论你看了吗？这么大的事情，你为什么不叫我们看看。”康生：“我不知道，我没有看”，陈伯达也表示自己没有看。周恩来在会议中间打电话向毛泽东报告了会议情况，毛泽东派汪东兴前来听会，但当汪东兴赶到怀仁堂时，会议已经接近尾声:450。当天晚上，张春桥、姚文元、王力三人到毛泽东处汇报了会议的情况:451，毛泽东对陈毅关于延安整风的发言部分尤为不悦:390:834。
2月17日，谭震林给林彪写了一封信，信中称江青等人“比武则天还凶”，自己“准备牺牲，斗下去，拼下去”。林彪把这封信送给毛泽东，并附信说：“谭震林最近的思想竟糊涂堕落到如此地步，完全出于意料之外。”毛泽东批示“已阅”:391。

### 毛泽东对“二月逆流”的反击
2月19日凌晨，毛泽东召集周恩来、叶群、康生、李富春、叶剑英、李先念、谢富治等人开会。毛泽东说：“中央文革小组执行十一中全会精神。错误是百分之一、二、三，百分之九十七都是正确的。谁反对中央文革，我就坚决反对谁！你们要否定文化大革命，办不到！叶群同志，你告诉林彪，他的地位也不稳当啊，有人要夺他的权哩，让他做好准备，这次文化大革命失败了，我就和他撤出北京，再上井冈山打游击。你们说江青、陈伯达不行，那就让你陈毅来当中央文革小组组长吧，把陈伯达、江青逮捕、枪毙！让康生去充军！我也下台，你们把王明请回来当主席么！把张国焘也请回来，力量还嫌不够的话，干脆请美国、苏联一块来吧！你陈毅要翻延安整风的案，全党不答应！你谭震林也算是老党员，为什么站在资产阶级路线上说话呢？”:453，“你说你不该那么早入党，不该活到六十五岁，不该跟我革命，那你可以退党嘛！可以不革命嘛！可以不跟我嘛！至于你该不该活六十五岁，那怎么办哪，你已经活了嘛”。周恩来劝毛泽东不要这样生气，并作了检讨。毛泽东提议把这件事情拿到政治局会议上讨论，一次不行就开两次，一个月不行就开两个月，政治局解决不了，就动员全体党员来解决。会上决定陈毅、谭震林、徐向前三人“请假检讨”:453。
根据毛泽东的意见，从2月25日到3月18日，中央政治局连续召开7次批评陈、谭、徐的政治生活会:453。康生在会上说：“毛主席发怒了，是无产阶级之怒。这是十一中全会后最严重的反党事件。这是政变的预演，是资本主义复辟的预演。”江青说这些元老搞的是“资产阶级复辟逆流”。几个元老一个个做深刻检讨:392。自此，反对中央文革的老人被整的溃不成军，原来由周恩来主持的负责党、政、军日常事务的中央政治局常委碰头会被迫中断，由中央文革碰头会取代:393。
3月11日，以首都红代会及农林口机关造反派为主体的近百个群众组织，联合成立“首都彻底击溃谭震林自上而下资本主义复辟联络站”。下午，北京师范大学“井冈山”等32个单位齐聚农业部前召开了“揪谭”誓师大会:408。
3月14日，北京50多所院校10万人示威游行，反击“二月逆流”。游行队伍高呼口号：“用鲜血保卫中央文革！打倒谭震林！打倒陈毅！打倒叶剑英！打倒李富春！打倒李先念！打倒徐向前！打倒聂荣臻！”:408
3月16日，178个单位13000人在北京农业大学召开声讨谭震林大会。3月19日，农口革命造反组织在工人体育馆召开批判谭震林大会:408。造反派的领袖们纷纷发出反对镇压造反派的呼声，如蒯大富发表《迎接第八个回合》的文章，认为从中央到地方存在着一股妄图否定文化大革命的反革命逆流，这是自文革开展以来两条路线的第八次交锋:408。

### 八届十二中全会
1968年10月26日，林彪在八届十二中全会的全体会议上说，会议“对‘二月逆流’进行了严肃地批判”。“二月逆流”是一次“严重的反党事件”，是“资本主义复辟的预演”。他说：“在运动过程中，一条是毛主席的正确路线，一条是干扰这条路线的‘左’和‘右’的干扰，但最主要的还是来自右的方面的干扰，最典型的表现是‘二月逆流’，‘二月逆流’是党的八届十一中全会以来发生的最严重的反党事件，是‘刘邓路线’的继续，它的矛头是指向毛主席、中央文革和其他坚持革命的同志的。它的目的是要否定‘文化大革命’的必要性和否定‘文化大革命’的成绩，是想替‘刘少奇、邓小平、陶铸’翻案，还要否定过去的延安整风，为王明翻案。它的手段是在‘党的领导’、‘保护老干部’、‘保护高干子女’、‘稳定同志’、‘抓生产’等漂亮的口号下，实现反党反革命路线的目的。”“抓人风，揪高干风，冲军队机关风，提出连队也要搞‘四大’等等，都是‘二月逆流’的成员搞的。他们却倒打一耙，嫁祸于中央文革。”“主席原定在(一九)六七年的三四月份见眉目的这个打算，由于‘二月逆流’的出现，这个战略部署受到了严重干扰。”
毛泽东在10月31日的闭幕会上说：“所谓“二月逆流”这件事，我不大了解。经过差不多半个月，就比较了解了。这件事是一种很自然的现象。因为他们有意见要说嘛，几个人在一起，又都是政治局委员，又是副总理，有些是军委副主席，我看也是党内生活许可的。他们是公开出来讲的，不是两个大闹吗？一个大闹怀仁堂，一个大闹京西宾馆。他这个大闹就证明他是公开出来的嘛，没有什么秘密。有些细节，大家不晓得，我也不知道，最近简报上才看到那些情况，我看细节无须多过问，比如谁跟谁来往了多少次，还是大纲大节要紧。如果党内生活把人引导到注意那些很小的细微末节，那就不好啰。”
1968年底，周恩来看到了一份反映老干部思想动态的简报以后批示：“不要搞得过于紧张。”1969年1月3日，毛泽东在这份简报上又批示：“所有与‘二月逆流’有关的老同志及其家属都不要批判，要把关系搞好。”1月5日晚上，林彪的死党黄永胜和吴法宪带着上述批示来传达，接着也传达了林彪的所谓批示：“坚决拥护主席批示，派黄永胜、吴法宪两同志传达主席批示，希望（受批判的几位老同志）把身体搞好，注意不要引起新的障碍。”

## 后续
九一三事件林彪死后，毛泽东对“二月逆流”的态度有了较大改变，1971年11月14日，毛泽东接见参加成都地区座谈会的参会人员，当叶剑英走进会场的时候，毛泽东对大家说，你们再不要讲他“二月逆流”了，“二月逆流”是什么性质？是他们对付林彪、陈伯达、王、关、戚。那个王、关、戚，“五一六”，要打倒一切，包括总理、老帅。老帅们就有气嘛，发点牢骚。他们是在党的会议上，公开的大闹怀仁堂嘛！缺点是有的。他们吵了一下也是可以的。同我来讲就好了。那时候，我们也搞不清楚。王、关、戚还没有暴露出来。有些问题要好多年才能搞清楚。